# Ключевиця
Ключевиця (словен. Ključevica) — поселення в общині Трбовлє, Засавський регіон, Словенія. Висота над рівнем моря: 1009,8 м.